# Asparagus asparagoides
Asparagus asparagoides, deutsch auch Stechwinden-Spargel genannt, ist eine Pflanzenart der Gattung Spargel (Asparagus) in der Familie der Spargelgewächse (Asparagaceae). Das Artepitheton asparagoides leitet sich vom griechischen Wort -oides für ‚-ähnlich‘ sowie dem Namen der Gattung Asparagus ab.

## Beschreibung
Asparagus asparagoides ist eine kletternde, reich verzweigte, ausdauernde, laubabwerfende oder halb laubabwerfende Pflanze mit glänzend grünen Phyllokladien. Ihr zylindrisches Rhizom hat zahlreiche seitliche, spindelförmige und radial angeordnete Wurzelknollen. Die unterschiedlich großen Wurzelknollen sind bis zu 6 Zentimeter lang und 2 Zentimeter breit. Die sehnigen, verdrehten Triebe sind glatt oder zerfurcht und erreichen eine Länge von bis zu 2 Meter. Seitentriebe sind kurz und weisen perlartige Rippen auf. Die Phyllokladien sind in Größe und Form unterschiedlich. Sie sind eiförmig-zugespitzt, bis zu 4 Zentimeter lang und 2 Zentimeter breit, flach oder gefaltet und gebogen. Die Phyllokladien sind vieladerig, meist jedoch mit drei deutlichen Blattadern auf jeder Seite. Der Rand der Phyllokladien  ist glatt oder winzig gezähnelt. 
Der bis zu 1 Zentimeter lange Blütenstiel ist und unterhalb der Blütenhülle gegliedert. Die Perigonblätter sind bis zu 1 Zentimeter lang und bilden in der unteren Hälfte eine nach oben zurückgebogene Röhre. Die aufrechten Staubblätter sind zusammengeneigt. Ihre Staubfäden sind unten zu zwei kleinen, ausgebreiteten Zähnen verbreitert. Die Staubbeutel sind rot. Der gestielte, birnenförmige Fruchtknoten ist in einen Griffel verschmälert, der so lang wie der Fruchtknoten ist. Je Fach sind bis zu etwa sechs Samenanlagen vorhanden. Die kurze, ausgebreitete Narbe ist bewimpert. Die Blütezeit von Asparagus asparagoides reicht von Mitte des Winters bis in das Frühjahr.
Die kugelförmigen Früchte weisen einen Durchmesser von etwa 1 Zentimeter auf und enthalten in der Regel viele Samen.
Die Chromosomenzahl beträgt 2n = 20.

## Systematik und Verbreitung
Asparagus asparagoides ist ursprünglich vom südlichen Äthiopien bis Namibia und Südafrika in der Sukkulenten-Karoo, in Dickichten und Savannen verbreitet. In Australien ist die Art verwildert und gilt als problematisches Unkraut.
Die Erstbeschreibung als Medeola asparagoides durch Carl von Linné wurde 1753 in Species Plantarum veröffentlicht. George Claridge Druce stellte die Art 1914 in die Gattung Asparagus.
Weitere nomenklatorisches Synonyme sind Myrsiphyllum asparagoides (L.) Willd. (1808) und Elide asparagoides (L.) Kerguélen (1993). Als Synonym in Art einbezogen wurden Medeola angustifolia Mill. (1768), Dracaena medeoloides L.f. (1782), Asparagus medeoloides (L.f.) Thunb. (1794), Ruscus volubilis Thunb. (1794), Medeola latifolia Salisb. (1796), Myrsiphyllum angustifolium (Mill.) Willd. (1808), Myrsiphyllum falciforme Kunth (1850), Elachanthera sewelliae F.Muell. (1886), Asparagus medeoloides var. angustifolius (Mill.) Baker (1896), Asparagus medeoloides var. falciformis (Kunth) Baker (1896), Luzuriaga sewelliae (F.Muell.) K.Krause (1930) und Asparagus kuisibensis Dinter (1931).

## Nachweise